# 1,2-ジクロロテトラフルオロエタン
1,2-ジクロロテトラフルオロエタン(1,2-Dichlorotetrafluoroethane)またはR-114は、化学式ClF2CCF2Clのフロン類である。国際一般名は、クリオフルオラン(cryofluorane)である。主な用途は、冷媒である。甘くクロロホルムのような匂いを持った非可燃性の気体で、臨界点は、145.6℃、3.26MPaである。圧力をかけるか冷やすと、無色の液体になる。気候変動に関する政府間パネルでオゾン層破壊物質として挙げられ、モントリオール議定書ではクラスIグループIのオゾン層破壊物質に分類される。
トリクロロフルオロメタンよりもシステム内の空気や水分の漏れを抑えられることから、アメリカ海軍は、この物質を遠心分離機のチラーとして用いている。
また、トリクロロフルオロメタンをチラーとして用いるエバポレーターが運転中真空を必要とするのに対し、1,2-ジクロロテトラフルオロエタンは、運転中にほぼ圧力を生み出さない。